# Sylvio Bernasconi
Sylvio Bernasconi, né le 9 mai 1953, est un entrepreneur suisse d'origine italienne.
Il a été le président du club professionnel de football de Neuchâtel Xamax FC durant 5 ans, de 2005 à 2010.